# Francisco José Queiroz de Barros de Lacerda
Francisco José Queiroz de Barros de Lacerda ComM • GCM (Lisboa, Campo Grande, 24 de Setembro de 1960), mais conhecido como Francisco de Lacerda, é um gestor português. Administrador não-Executivo Independente da Endesa SA (Madrid) desde 2015. 43º líder do operador postal em Portugal, tendo sido de 2012 a 2019 CEO da empresa CTT – Correios de Portugal, S.A (Lisboa) e liderado a sua privatização, em 2013. Fundador do Banco CTT, tendo sido seu Presidente do Conselho de Administração de 2015 a 2019. 5º Presidente da Cotec Portugal. Campeão Nacional da Classe Dragão (vela) em 2012.

## Biografia

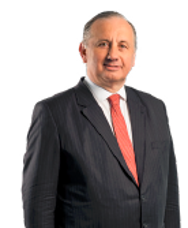
Francisco José de Queirós de Barros de Lacerda

### Experiência Profissional
É Administrador não-Executivo Independente  da Endesa (Madrid), maior produtora e distribuidora elétrica em Espanha, desde 2015.   
Foi CEO dos CTT, entre agosto de 2012 e maio de 2019, tendo sido o 43º líder do operador postal em Portugal e acumulando a liderança dos CTT com os cargos de Presidente dos Conselhos de Administração do Banco CTT. Liderou a empresa durante a sua privatização em 2013/2014 e o lançamento do Banco CTT em 2015/2016. Foi Presidente da COTEC Portugal entre 2015 e 2017, sendo ainda Membro da Direção.  
Ao longo de 25 anos, até 2008, desempenhou vários cargos na banca de investimento, de empresas e de retalho, incluindo CEO do Banco Mello (1993 a 2000) e Administrador Executivo do Millennium BCP, maior banco português cotado em bolsa e com operações de relevo na Europa Central e de Leste, pelas quais foi responsável. 
Enquanto Membro do Conselho de Administração Executivo do Millennium BCP (2000-2008), foi Vice-Presidente do Conselho de Administração Executivo na Polónia (tendo vivido em Varsóvia entre 2001 e 2003), responsável pela atividade do grupo na Europa (2003-2007) e pela Banca de Investimento (2005-2007). Foi Membro do Conselho de Supervisão na Polónia e do Conselho Superior na Grécia, Vice-Presidente do Conselho de Administração na Turquia, membro do Conselho de Supervisão em França e Presidente do Conselho de Administração na Roménia. Foi ainda Membro dos Conselhos de Administração do BCP Investimento e da Fundação Millennium BCP.
Desempenhou outras funções relevantes em empresas cotadas em bolsa a operar em Portugal e no estrangeiro, tendo sido CEO da Cimpor (grupo cimenteiro internacional na altura a operar em 12 países e uma das 5 maiores empresas no mercado de valores NYSE Euronext Lisbon) entre 2010 e 2012, e Administrador não-Executivo e Membro da Comissão de Auditoria da EDP Renováveis (então a 3ª maior empresa mundial de energias renováveis) de 2008 a 2012.
Foi membro do Conselho de Administração do International Post Corporation (IPC) entre 2014 e 2016. Fez parte do Conselho de Supervisão da Nova School of Business and Economics entre 2011 e 2017 e do Conselho de Supervisão do Master em Finance da Católica Lisbon Business and Economics. É Vice-Comodoro do Clube Naval de Cascais desde 2016 e membro do seu Conselho Geral desde 2006.

### Percurso Académico e Formação
Licenciou-se em Administração e Gestão de Empresas na Universidade Católica Portuguesa em 1982, tendo obtido a melhor classificação do seu ano. Foi assistente da mesma faculdade em 1983 e 1984.
Completou diversos programas de formação do INSEAD, França, como Programa do Grupo BCP para Alta Direção (2004) e o Complexities of Board Chairing in Modern Governance In Banking Programme (2019). E também do Instituto Superior de Gestão Bancária, sendo de destacar o Programa de Formação para Alta Direção do Banco CTT (2015 – 2016).

### Desporto de Competição
Foi campeão de Portugal da Classe Dragão (vela) em 2012.

## Condecorações e Prémios
2004 - Grau de Comendador da Ordem do Mérito de Portugal, atribuído pelo Presidente da República Jorge Sampaio, por alvará de 09/06/2004.
2015 - Prémio de Melhor CEO do Ano, atribuído nos Investor Relations & Governance Awards 2015 (IRGA)
2016 - Prémio Personalidade do Ano, pelo grupo Multipublicações
2016 - Prémio de Melhor CEO do Ano, atribuído nos Investor Relations & Governance Awards 2016 (IRGA)
2016 - Prémio de CEO do Ano, atribuído na gala do Grande Prémio APCE e FEIEA Grand Prix 2016
2018 - Prémio Industry Leadership 2018 no evento internacional World Post & Parcel Awards 2018
2021 - Grau de Grã-Cruz da Ordem do Mérito de Portugal, atribuído pelo Presidente da República Marcelo Rebelo de Sousa, por alvará de 30/11/2021

## Família
É filho de Francisco João Ressano Garcia de Lacerda (24 de Outubro de 1935 - 18 de Abril de 2004), neto do musicólogo, compositor e maestro Francisco de Lacerda (1869-1934), Cavaleiro da Legião de Honra francesa e oficial da Ordem de Santiago de Portugal, atribuída pelo Rei D. Manuel II e bisneto do engenheiro e professor de engenharia, ministro, deputado, par do Reino, autarca e gestor Frederico Ressano Garcia, Grande Oficial da Legião de Honra francesa que se notabilizou por ter dirigido a expansão e renovação urbana da cidade de Lisboa no último quartel do século XIX, e de sua mulher Maria Margarida Crespo de Queiroz de Barros (20 de Fevereiro de 1936), bisneta do 1.º Visconde da Marinha Grande e do escritor, ministro, deputado e gestor Francisco Teixeira de Queirós.

### Casamento e Descendência
Casado com Maria Ferreira Roquette Teixeira, é pai de quatro filhos: Francisco (1988), Teresa Maria (1991), Salvador Maria (1999) e Bernardo Maria (2001) Roquette Teixeira de Lacerda. 

## Ligações Externas
«People still like to use bank branches: CTT CEO» CNBC
«Interview with Francisco de Lacerda, CEO, CTT Correios, Portugal, at the occasion of the 2017 IPC Annual Conference in Amsterdam, the Netherlands»
«CTT. Lacerda nomeado para o International Post Corporation» Dinheiro Vivo 
«CTT "não abandonaram as populações", afirma Francisco Lacerda» RTP
«Francisco Lacerda: “Num posto, a pessoa, em média, trabalhava 35 minutos/dia”» Dinheiro Vivo
«Francisco de Lacerda: “As pessoas continuarão a ser o capital mais importante de todas as empresas”» ECO
«Francisco Lacerda: Manter o contrato de concessão é "o cenário base" para os CTT» Negócios
«O Novo Banqueiro da Praça» Forbes
«Empresários confiam no Governo? “Mais que opiniões, devemos olhar para os dados”» ECO